# Christopher Pappas (chính khách Nam Phi)
Christopher John Pappas (sinh ngày 26 tháng 8 năm 1991) là một chính khách Nam Phi, và là thị trưởng Thành phố địa phương uMngeni. Anh là đảng viên của Liên minh Dân chủ (DA), và là phó lãnh đạo cấp tỉnh của đảng kể từ năm 2021. Pappas từng là thành viên của hội đồng thành phố eThekwini từ năm 2016 đến năm 2019 và là thành viên DA của Cơ quan lập pháp KwaZulu-Natal từ năm 2019 đến năm 2021.

## Đầu đời và giáo dục
Pappas đến từ Mooi River và có một em gái. Anh theo học Trường Dự bị và Cao đẳng Treverton và trúng tuyển Cao đẳng Hilton năm 2009. Anh theo học Quy hoạch Thị trấn và Khu vực tại Đại học Pretoria, anh được COPE tiếp cận để ứng cử vào hội đồng đại diện sinh viên dưới biểu ngữ của họ. Anh đồng ý và sau đó được bầu vào SRC của trường đại học. Pappas từng là chủ tịch tạm quyền của hội sinh viên năm nhất. Sau khi tốt nghiệp năm 2013, anh theo học Thạc sĩ Hành chính Công về Quản lý Chính quyền Địa phương tại Đại học Walden.

## Đời tư
Pappas là người đồng tính công khai. Anh đính hôn với JP Prinsloo, một cựu ủy viên hội đồng DA tại eThekwini. Anh nói tiếng isiZulu và tiếng Anh trôi chảy.